# Pucher (Familienname)
Pucher ist ein Familienname.

## Verbreitung
In Österreich tritt der Name vor allem in den südöstlichen Bundesländern Burgenland, Steiermark und Kärnten auf. Dort entspricht der Nachname Pucher dem slawischen, meist slowenischen, Namen Puhar, so wie dies auch bei Puch und Puh der Fall ist (siehe beispielsweise Johann Puch).

## Namensträger
- Adolf Pucher (Skilangläufer), österreichischer Skilangläufer
- Adolf Pucher (1902–1968), österreichischer Bauingenieur und Hochschullehrer
- Albert Pucher (1828–1895), österreichischer Zivilingenieur und Politiker
- Anton Pucher (1900–1980), österreichischer Kameramann
- Christian Pucher (* 1962), österreichischer Fußballspieler
- Christoph Wiener-Pucher (* 2006), österreichischer Fußballspieler
- Johann Augustin Pucher (Janez Avguśtin Puhar; 1814–1864), slowenisch-österreichischer Seelsorger, Schriftsteller und Erfinder
- Martin Pucher (* 1956), österreichischer Fußballfunktionär
- Oliver Pucher (* 1976), österreichischer Fußballspieler
- Paul Pucher (* 1933), österreichischer Journalist
- Peter Pucher (* 1974), slowakischer Eishockeyspieler
- Stefan Pucher (* 1965), deutscher Theaterregisseur
- Walter Pucher (* 1971), österreichischer Schriftsteller
- Wilfried Pucher (* 1940), deutscher Schauspieler
- Wolfgang Pucher (1939–2023), österreichischer Lazarist